# باربرا بلير
باربرا بلير (بالإنجليزية: Barbara Blair)‏ هي ممثلة أمريكية، ولدت في 17 مارس 1911 في نيويورك في الولايات المتحدة، وتوفيت في 25 مايو 1976.

## وصلات خارجية
- باربرا بلير على موقع IMDb (الإنجليزية)
- باربرا بلير على موقع أول موفي (الإنجليزية)
- باربرا بلير على موقع قاعدة بيانات الفيلم (الإنجليزية)
- باربرا بلير على موقع كينوبويسك (الروسية)